# Пурпурове серце
Пурпуро́ве се́рце (англ. Purple Heart) — військова нагорода США, яка вручається від імені Президента США усім американським військовослужбовцям, які загинули або були поранені в результаті дій противника, починаючи з 5 квітня 1917 року. Пурпурове серце, яке успадкувало загальні риси свого попередника «Відзнаки за військові заслуги» (англ. Badge of Military Merit), має форму серця на фіолетовій основі, й є найстарішою військовою нагородою країни, яку досі присуджують американським військовим. Єдиною нагородою, що є старішою за «Пурпурове серце» є «Медаль за вірність» (англ. Fidelity Medallion). Національна Зала пошани Пурпурового серця розташована у місті Нью-Віндзор, штат Нью-Йорк.

## Історія
Історія медалі розпочинається з наказу Джорджа Вашингтона, котрий він видав 7 серпня 1782 року. Вашингтон запровадив у армії зовнішні знаки відмінності — нарукавні шеврони, які вказували на роки служби. Для осіб, які особливо відзначились — нагороду, пурпурового кольору шовку, у вигляді серця, оздобленого вузькою срібною облямівкою, яку вони носили з лівого боку грудей. Серце символізувало любов до своєї батьківщини. Прізвище та військову частину нагородженого передбачалося заносити до спеціальної Книги заслуг. Відзначеним «Пурпуровим серцем» дозволялося минати караули й вартових без паролю.
3 травня 1783 року в місті Ньюбург, штат Нью-Йорк, Вашингтон вручив перші відзнаки — сержантам Елайджею Черчиллю та Вільяму Брауну.
Але нагорода не прижилася і була надовго забута.
10 жовтня 1927 року начальник штабу армії генерал Чарльз Пелот Саммералл доправив до Конгресу проєкт закону, про відродження медалі «Пурпурове серце». 3 січня 1928 року з невідомих обставин проєкт був відкликаний і не набув чинності.
У січні 1931 року новий начальник штабу армії генерал Дуглас Макартур відновив працю над заснуванням нагороди. За його сприянням комісія вишуканих мистецтв провела конкурс на найкращий дизайн медалі, визначивши завдання трьом провідним скульптурам. У травні 1931 року на змаганні були представлені гіпсові моделі аверсу та реверсу нагороди, з яких переможцем стала версія Джона Р. Сіннока з Монетного двору Філадельфії.
За розпорядженням Президента США, «Пурпурове серце» було відроджено на 200-річну річницю з дня народження Джорджа Вашингтона, на знак поваги до його пам'яті та військових досягнень.
Наказом Військового міністерства № 3 від 22 лютого 1932 року медаль «Пурпурове серце» набула чинності. Цим наказом були також визначені критерії для присвоєння нагороди. «Пурпуровим серцем» могли нагороджуватися солдати, яким було попередньо — в період з 5 квітня 1917 року, за день до вступу США в Першу світову війну — вручено «Сертифікат про заслуги на службі» (англ. Meritorious Service Citation Certificate), «армійська стрічка пораненого» (англ. Army Wound Ribbon) або було дозволено носити «Шеврон поранення» (англ. Wound Chevron). Перше «Пурпурове серце» нового зразка було присуджено генералу Макартуру.
Від того часу зовнішній вигляд «Пурпурового серця» практично не змінювався. Медаль виготовлена з позолоченої бронзи, вкритої багряною емаллю. За формою і кольором повторює попередній знак — нагрудний медальйон у формі серця, обведений широким золотим обідком. У центрі розміщений золотий профіль Джорджа Вашингтона. До медалі додаються два види орденських планок — відповідно для мундира і костюма. Зі стрічкою на колодці медаль «Пурпурове серце» з'єднується лавровим вінком.
Після вступу США у Другу світову війну, у першій фазі воєнних дій, з 8 грудня 1941 до 22 вересня 1943 року, «Пурпуровим серцем» нагороджували як за поранення, отримані під час ведення бойових дій проти ворога, так і за гідне виконання обов'язку. Із заснуванням ордену «Легіон заслуг» Актом Конгресу практика нагородження «Пурпуровим серцем» за заслужену службу була припинена. Виконавчим наказом № 9277 від 3 грудня 1942 року нагорода застосовувалася до всіх видів збройних сил, а не лишень армії. Цим розпорядження також визначало суворе присудження нагороди за отримані рани.
У період з 22 вересня 1943 до 3 травня 1944 року підставою для нагородження «Пурпуровим серцем», як військового, так і цивільного персоналу під час Другої світової війни, вимагало встановлення обставин, за яких сталося поранення кандидата на відзнаку, що визначалося розпорядженням AR 600–45 від 22 вересня 1943 року.

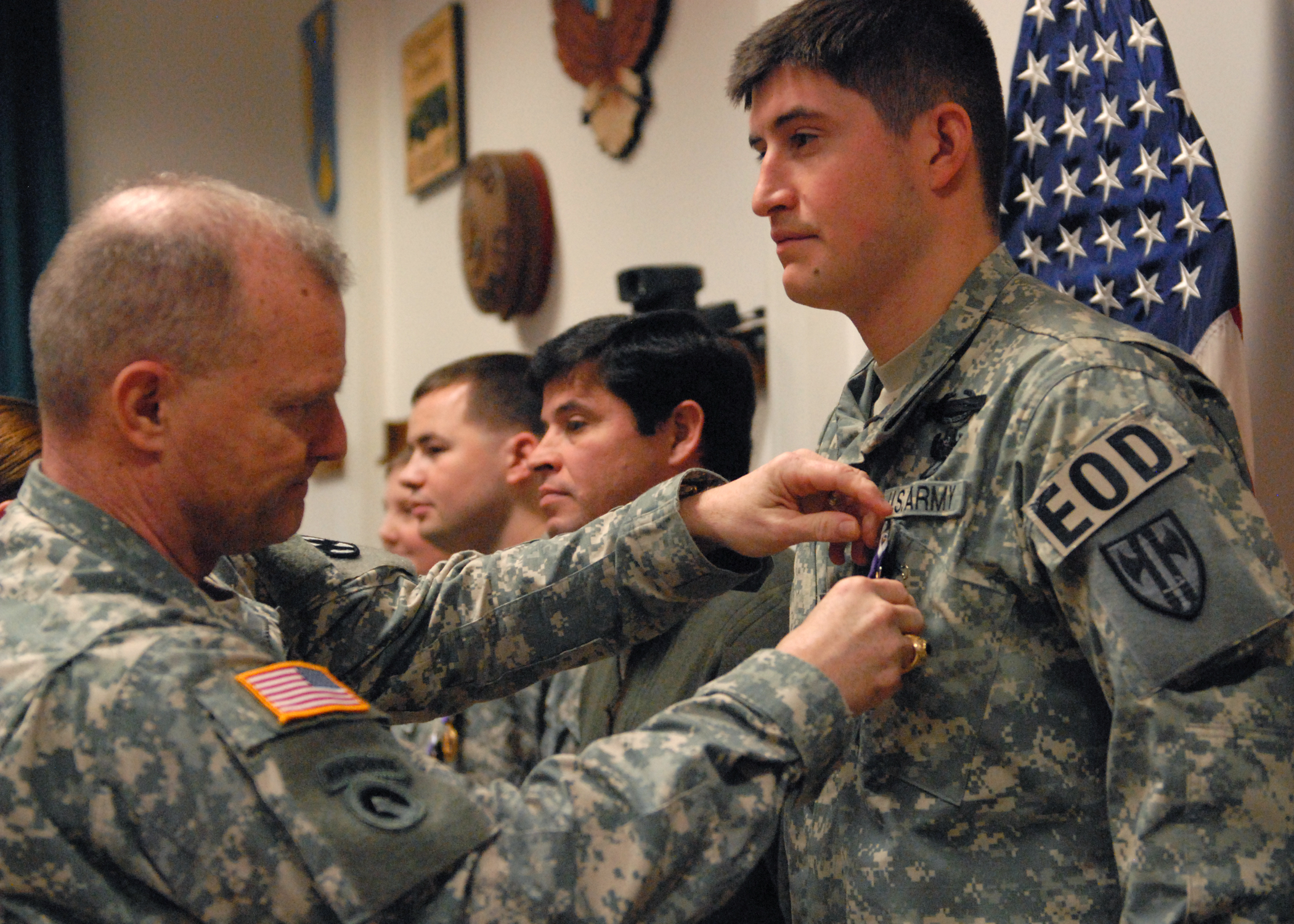
Нагородження американських військових медаллю «Пурпурове серце». 12 лютого 2009 року

У післявоєнний час статут нагороди зазнав певних серйозних змін. По-перше, 12 лютого 1952 року наказом № 10409 міністра оборони було авторизовано розширення повноважень щодо права нагородження «Пурпуровим серцем» міністрами армії, військово-морських та повітряних сил. З 25 квітня 1962 року розпорядженням № 11016 було визначено положення про нагородження «Пурпуровим серцем» посмертно. 23 лютого 1984 року розпорядженням № 12464 було санкціоноване вручення «Пурпурового серця» постраждалим унаслідок терактів або під час служби в складі миротворчих сил після 28 березня 1973 року.
Публічний закон № 99-145 санкціонував право на нагородження за поранення, отримані в результаті «дружнього вогню». Публічний закон № 104—106 розширив рамки нагородження, дозволивши присвоювати «Пурпурове серце» колишнім військовополоненим, які були поранені після 25 квітня 1962 року. У законі про національну оборону 1998 року (Публічний закон № 105-85) надійшли зміни про дозвіл з 18 травня 1998 року на присвоєння «Пурпурового серця» будь-якому цивільному громадянину США, який отримав поранення чи загинув при виконанні службового обов'язку влади в будь-якій якості в Збройних Силах.
Американський військовослужбовець нагороджується за кожне бойове поранення. У військовій історії США відомі два солдати, що мали по десять нагороджень «Пурпуровим серцем». З них один, Вільям «Білл» Вайт отримав 9 нагород у Другій світовій та одну у Корейській війнах, Каррі Гейнс — усі 10 нагороджень отримав у війні у В'єтнамі. Дев'ятьма нагородами відзначений морський піхотинець Альберт Ірланд — п'ять разів у Другій світовій та чотири рази — у Корейській війні. П'ять американських військових удостоєні по вісім разів. Серед всіх особливо виділяється Роберт Льюїс Говард, який за 54 місяці боїв у В'єтнамі був поранений 14 разів та став кавалером медалі Пошани.

## Критерії нагородження
Медаллю «Пурпурове серце» від імені президента США нагороджується будь-яка особа Збройних сил США, яка під час проходження служби в будь-якій якості в одному з видів збройних сил США після 5 квітня 1917 року, дістав поранення або загинув. Безпосередніми обставинами для присвоєння нагороди «Пурпурове серце» є:
1. будь-які воєнні дії проти ворога США;
2. будь-які дії із протистоячими збройними силами іноземної держави, які ведуть або брали участь Збройні сили США;
3. під час служби у дружніх іноземних силах, які беруть участь у збройному конфлікті проти збройних сил, що протистоять, з якими США не перебувають у стадії збройного протистояння;
4. унаслідок дії будь-якого такого ворога або протистоячих збройних сил; або
5. в результаті дії будь-якої ворожої іноземної сили.

На відміну від інших американських військових нагород для нагородження «Пурпуровим серцем» офіційне представлення або рапорт не подається, за умови дотримання конкретних критеріїв кожний американський військовий або цивільний на військовій службі мають усталене право на отримання цієї відзнаки. «Пурпурове серце» присуджується за перше поранення, зазнане за умов, зазначених вище. При повторному нагородженні військовою відзнакою другий знак нагороди (медаль) не вручається, а друге і наступні нагородження позначаються додатковими знаками нагороди (зірочками 5/16 дюйма (ВМС, морська піхота та Берегова охорона) або дубовим листям (армія та Повітряні сили), які носяться на орденської колодці або планці нагороди. За одне чи більше поранень за один бойовий епізод видається не більше ніж одна нагорода.

### Статистика нагородження
За роки існування «Пурпурового серця», ним було нагороджено:
- Перша світова війна: 320 518
- Друга світова війна: 1 076 245
- Корейська війна: 118 650
- Війна у В'єтнамі: 351 794
- Війна в Перській затоці: 607
- Війна в Афганістані: 12 534 (за станом на 18 листопада 2018)
- Війна в Іраку: 35 411 (за станом на 18 листопада 2018)
- Операція «Непохитна рішучість»: 76 (за станом на 4 травня 2020)
- Багатофункційна інтегрована місія ООН зі стабілізації в Малі: 2 (на 14 квітня 2018 року — унаслідок атаки терористів на табір ООН)

## Українці, нагороджені «Пурпуровим серцем»
- Володимир Степаняк[2]
- Кравців Микола Богданович
- Ніколас Міньо[3]
- Петро Содоль
- Ніколас Орешко[2]
- Майкл Стренк[2]